# 威孚高科
无锡威孚高科技集团股份有限公司 （深交所：000581/200581，简称：威孚高科/苏威孚B）是中国深圳证券交易所的一家上市公司，主营业务范围为普通机械制造业。
2011年，该公司主营业务收入为5898113089.49元，公司净利润为1204617075.56元，公司总资产为7929217436.19元。